# Convenció de les Nacions Unides sobre el Dret de la Mar

Països que l'han signat i ratificat
Països que l'han signat, però no ratificat
Països que no l'han signat

Zones marítimes de dret internacional

La Convenció de les Nacions Unides sobre el Dret de la Mar, abreviat CNUDM, (en anglès United Nations Convention on the Law of the Sea (UNCLOS), és un acord internacional resultat de la tercera conferència de les Nacions Unides sobre Dret de la Mar (UNCLOS III), que va tenir lloc del 1973 fins al 1982 a Montego Bay. El Dret de la Mar defineix els drets i responsabilitats dels estats en el seu ús dels oceans del món, establint guies pel comerç, el medi ambient i els recursos naturals marins. Va entrar en vigor el 16 de novembre de 1994 i va ser signat en aquell moment per 60 estats, actualment l'han signat 159.

## Dret del mar

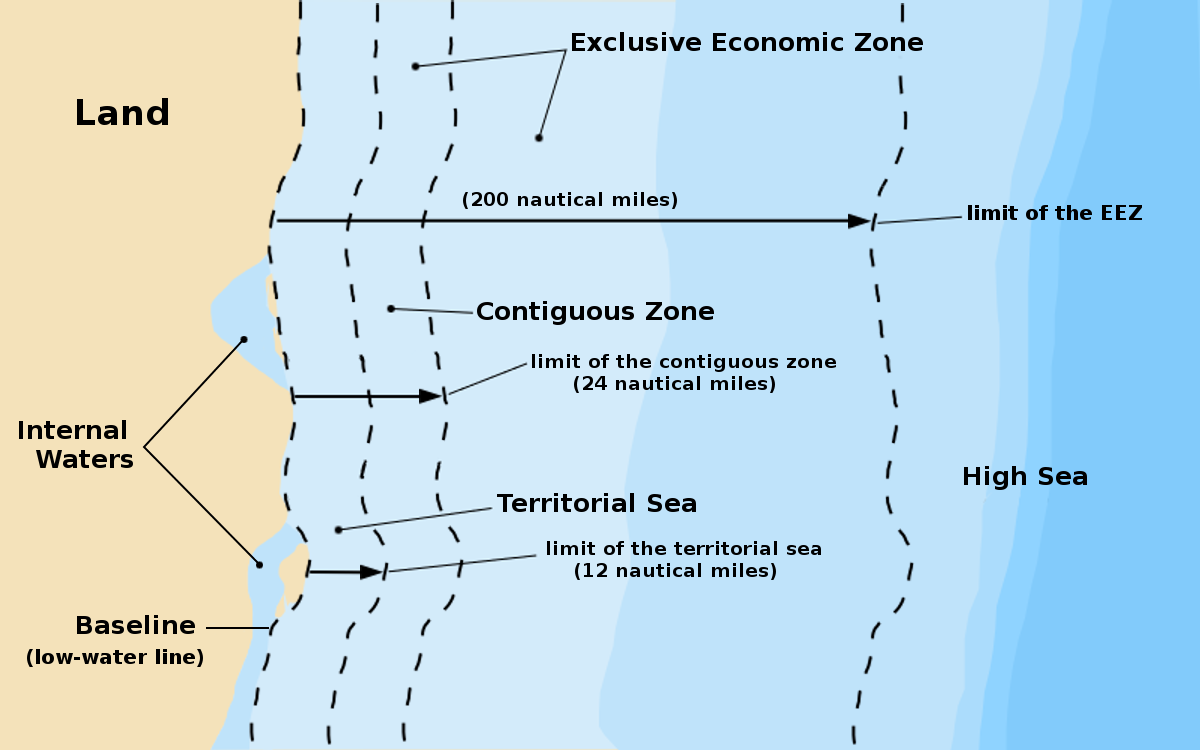

El Dret del mar és una branca del Dret Internacional que defineix els espais marítims i els drets i obligacions dels Estats en relació amb els mateixos. És una branca del Dret polític, que estudia els drets sobirans que té l'Estat sobre l'espai marítim que correspon al seu territori. Alguns aspectes del dret sobre els oceans afecten les relacions entre les nacions i bastants assumptes importants, com el de la neutralitat o la bel·ligerància en temps de guerra, que són tractats pel Dret internacional. Es diferencia del Dret marítim a causa que són normes jurídiques relacionades entre les nacions, més no entre particulars com en el cas d'aquesta altra branca del Dret.
Per aquesta raó, el Dret del mar és també una branca del Dret internacional regida principalment per la "Convenció de les Nacions Unides sobre el Dret de la Mar", la qual regula els aspectes primordials del dret de les nacions costaneres sobre els oceans com ara: els drets de navegació, el sobrevol, la pesca, investigacions científiques marines, descobriments miners en els fons marins i la protecció del medi ambient marí. És un dels instruments més complets del dret internacional i estableix el marc legal fonamental per a tots els aspectes de sobirania, jurisdicció, utilització, drets i obligacions de les nacions en relació amb els oceans.
En síntesi, el Dret del mar, li atorga a cada nació costanera o país arxipèlag exercir la seva sobirania sobre el mar territorial fins a 12 milles nàutiques (22,24 km o 13,8 milles) i la competència sobre els recursos, investigacions científiques i protecció del medi ambient a la zona econòmica exclusiva que arriba fins a les 200 milles nàutiques (370,4 km o 230,3 milles). Més enllà d'aquesta zona, els descobriments de minerals a les conques dels mars estan regulats pel Dret Internacional Públic.
Al regular les relacions entre estats, es diferencia del Dret marítim, que és el que regula les relacions privades en el transport marítim.